# Neophya rutherfordi
Neophya rutherfordi – gatunek ważki  z rodziny Synthemistidae; jedyny żyjący przedstawiciel rodzaju Neophya; wcześniej zaliczany był do rodziny szklarkowatych (Corduliidae). Występuje w Afryce Zachodniej i Środkowej; stwierdzany od Gwinei i Sierra Leone po Demokratyczną Republikę Konga.